# باربرا يورك ماين
باربرا يورك ماين (27 يناير 1929-14 مايو 2019) كانت عالمة عنكبوتية أسترالية وأستاذة مساعدة في جامعة غرب أستراليا. مؤلفة أربعة كتب وأكثر من 90 ورقة بحثية، تشتهر ماين بعملها الغزير في إنشاء تصنيف للعناكب، حيث وصفت شخصيًا 34 نوعًا وسبعة أجناس جديدة. أنتجت كل من BBC وABC فيلمًا عن عملها، "لايدي أوف ذا سبايرز"، في عام 1981.